# 샴 신경망
샴 신경망(Siamese neural network)은 가중치와 구조가 같은 인공 신경망에 두 입력을 넣은 뒤 출력을 비교하는 인공 신경망이다. 얼굴 인식 시스템에 활용할 수 있다. 손실 함수로 삼중항 손실(triplet loss)이나 대조 손실(contrastive loss) 함수를 사용한다.
기능적으로는 샴 네트워크와 유사하지만 약간 다른 기능을 구현하는 아키텍처를 구축하는 것이 가능하다. 이는 일반적으로 서로 다른 유형 세트의 유사한 인스턴스를 비교하는 데 사용된다.
트윈 네트워크가 사용될 수 있는 유사성 측정의 용도로는 손으로 쓴 수표 인식, 카메라 이미지에서 얼굴 자동 감지, 색인화된 문서와의 쿼리 일치 등이 있다. 트윈 네트워크의 아마도 가장 잘 알려진 응용은 얼굴 인식으로, 알려진 사람의 이미지를 미리 계산하여 개찰구 또는 이와 유사한 이미지와 비교한다. 처음에는 명확하지 않지만 약간 다른 두 가지 문제가 있다. 하나는 수많은 사람 중에서 한 사람을 인식하는 것, 즉 얼굴 인식 문제이다. DeepFace는 그러한 시스템의 예이다. 가장 극단적인 형태는 기차역이나 공항에서 한 사람을 인식하는 것이다. 또 하나는 얼굴 인식이다. 즉, 출입증에 담긴 사진이 동일인이라고 주장하는 사람과 동일한지 확인하는 것이다. 트윈 네트워크는 동일할 수 있지만 구현은 상당히 다를 수 있다.

## 같이 보기
- 결합 쌍둥이
- 삼중항 손실
- 얼굴 인식 시스템